# Spilosoma baibarensis
Spilosoma baibarensis là một loài bướm đêm thuộc phân họ Arctiinae, họ Erebidae.